# Spilophorella paradoxa
Spilophorella paradoxa är en rundmaskart som beskrevs av De Man 1888. Spilophorella paradoxa ingår i släktet Spilophorella och familjen Chromadoridae. Arten är reproducerande i Sverige. Inga underarter finns listade i Catalogue of Life.